# Al-Hākim an-Naisābūrī
Abū ʿAbdallāh Muḥammad b. ʿAbdallāh b. Ḥamdaweih al-Ḍabbī al-Ḥākim an-Naisābūrī b. Baiyiʿ (arabisch أبو عبدالله محمد بن عبدالله بن حمدويه الضبي الحاكم النيسابوري ابن بييع; geb. 933, gest. 1014) war ein sunnitisch-schāfi'ītischer Hāfiz, Qādī, Rechts- und Hadithgelehrter aus Nischapur.

## Leben
Al-Hākim begann im Alter von zehn Jahren zusammen mit seinem Vater, der Muslim ibn al-Haddschādsch kannte, und mit seinem Onkel an Vorträgen des Hadith teilzunehmen. Einige Jahre später studierte er auch bei Ibn Hibban. Er studierte in Chorasan, im Iraq, in Nasa, wo er auch Qādī war, in Kufa, in Rey, in Hamadan, in Merw und im Hedschas. Er wurde von beinahe zweitausend Lehrern unterrichtet, auch von al-Dāraqutnī und al-Naddschād. Als der Dichter Badi' az-Zaman al-Hamadhani in die Stadt kam, forderte al-Hākim ihn heraus, ein Hadithbuch auswendig zu lernen, nachdem al-Hamadhani einen Kommentar über das Auswendiglernen von Hadithen und Isnāden anstatt von Gedichten. Al-Hamadhānī vermochte es nicht, woraufhin al-Hākim sagte er solle sein Maß kennen. Al-Hākim wurde in Nischapur als Lehrer in einer Schule namens Dār-al-Sunna eingesetzt. Im hohen Alter soll er Mustadrak ʿalā al-Ṣaḥīḥain geschrieben haben, so ist er nicht dazu gekommen, die zweite Hälfte des Buches zu revidieren, weswegen es schwache Hadithe enthält. Sein Maʿrifat wurde schon während seiner Lebzeit in al-Andalus und Ägypten unterrichtet. Al-Hākim starb mit fünfundachtzig einen plötzlichen Tod nachdem er ein Bad nahm. Er wurde am selben Tag begraben; sein Totengebet sprach sein Schüler Qādī Abu Bakr al-Hīrī. Abū Nuʿaim und al-Baihaqī gehörten zu seinen Schülern.

## Theologie
Er wurde beschuldigt, ein Schiite zu sein. Tādsch ad-Dīn as-Subkī verwarf dies in strengster Weise und meinte, er wäre Asch'arī, da Ibn ʿAsākir ihn unter ihnen aufzählte. Ibn al-Mubrad al-Hanbalī verwarf auch das als Lüge und Verleumdung. Adh-Dhahabī meinte er lehnte sich zur Karrāmīya. Abū Mu'āwiyya al-Bairūtī erwähnt, er sei zur Karāmiyya gelehnt in ihrer Askese alleine, wegen einer schwachen Überlieferung.

## Vermächtnis
Adh-Dhahabī nennt ihn den Hāfiz, den Imām, der Scheich der Hadithgelehrten, ein Ozean des Wissens. Ibn al-Salāh ehrt ihn als einen der sieben Sammler der nutzvollen Sammlungen und als einen von den wenigen Männern, die in allen Hadithbereichen schrieben. Sein Buch Ma'rifat 'Ulum al-Hadith soll auch der direkte Vorgänger Ibn al-Salahs al-Muqaddima sein. Abu Sa'd al-Sam'ānī sagte, er sei von den Leuten der Vorzüglichkeit, des Wissens, der Kenntnis und des Hifz, so hätte er auch exzellente Werke in den Hadithwissenschaften verfasst. Ibn Hadschar al-ʿAsqalānī meinte, er habe eine zu ehrenhafte Stellung, und seine Erwähnung sei zu groß, als dass er zu den schwachen Traditionariern gezählt werden sollte.
Schāh Walī Allāh ad-Dihlawī nannte ihn den Mudschaddid des vierten Jahrhunderts.
Al-Dāraqutnī wurde gefragt, wer hervorragender im Hifz sei, Ibn Manda oder Al-Hākim, worauf er den letzteren nannte.

## Werke
- Mā Tafarrada bi Ikhrājihi Kullu Wāhidin min al-Imāmayn (Worin jeder der beiden Imame einzig ist in dessen Überlieferug)
- Al-Madkhal ilā al-Sahīh (Einleitung in die authentische Sammlung) Gedruckt von Mu'assissat al-Risālah in Beirut, herausgegeben von Rabīʿ al-Madchalī
- Maʿrifat Anwāʿ ʿUlūm al-Hadīth (Bekanntmachung mit den Zweigen der Hadithwissenschaften) Gedruckt von Dār-al-Kutub-al-'Ilmiyyah in Beirut, 1977, herausgegeben von Sayyid Mu'zam Husein.
- Al-Mustadrak ʿalā al-Sahīhayn (Die Richtigstellung der zwei authentischen Sammlungen) Das Opus magnum von al-Hākim, er schrieb es im hohen Alter und verstarb vor dessen abschließender Bearbeitung.[17] Daher hat man das Werk wegen einer großen Anzahl von schwachen und verfälschten Hadithen kritisiert. Gedruckt von Dār al-Kutub al-ʿIlmīyya in Beirut, 1990, herausgegeben von Mustafā Abd-al-Qādir 'Atā.
- Muzakkā al-Akhbār (Die glaubwürdigen Überlieferungen)
- Al-Sahīhān (Die zwei authentischen)
- Al-Talkhīs (Die Zusammenfassung)
- Tarājim al-Musnad ʿalā Shart al-Sahīhayn (Die Überlieferungen des Musnad Ahmad nach den Bedingungen der beiden authentischen Sammlungen)
- Tarājim al-Schuyūkh (Biografien der Scheichs)
- Tārīkh ʿUlamā' Ahl Nīsabūr (Die Geschichte der Gelehrten von Nischapur)
- Al-Abwāb (Die Kapitel)
- Al-Amālī (Die Diktate)
- Amālī al-ʿAshiyyāt (Nachtdiktate)
- Al-'Ilal (Defekte in Hadithen)
- Fadā'il al-Shāfiʿī (Die Vorzüglichkeiten des Schāfi'īs)
- Fawā'id al-Nusakh (Nutzen der Manuskripte)
- Fawā'id al-Khurāsāniyyīn (Nutzen der Chorasaner)
- Al-Iklīl fī Dalā'il al-Nubuwwa (Die Krone der Beweise des Prophetentums)